# 西村寿行
西村 寿行（にしむら じゅこう、1930年11月3日 - 2007年8月23日）は日本の小説家。香川県出身。ハードロマンと呼ばれる作風で人気を得た。本名読みはとしゆき。作家西村望は実兄。
1969年にデビュー後、動物小説、社会派ミステリ、アクション小説（バイオレンス小説）、パニック小説など幅広い作品でベストセラー作家となった。1979年には長者番付の作家部門1位となり、1980年代もベスト10上位に名を連ねた。また同時代の人気作家である半村良、森村誠一とともに「三村」とも呼ばれた。代表作に映画化もされた『君よ憤怒の河を渉れ』『犬笛』など。『君よ憤怒の河を渉れ』は1979年に中華人民共和国で『追捕』というタイトルで公開され、観客動員数が8億人に達したとされる大ヒットを記録した。

## 人物
香川県香川郡雌雄島村大字男木（男木島、現・香川県高松市男木町）で、網元の家の7人兄弟に生まれ、満州馬賊でもあった父を持つ。少年時代は南洋一郎の小説やターザン映画を愛好し、漢詩も読んでいた。作品の題名が漢詩調なのはその影響とされている。旧制中学を卒業後、新聞記者、タクシー運転手、小料理屋など20近い職種を経験。
1969年に動物小説『犬鷲』で第35回オール讀物新人賞佳作となり作家デビューする。その後1971年にノンフィクション『世界新動物記』を挟んでの沈黙を経て、1973年に書き下し処女長編『瀬戸内殺人海流』、続いて『安楽死』などで社会派ミステリ作家として注目されるが、その後長編冒険小説『君よ憤怒の河を渉れ』を『問題小説』75年1-2月号に一挙掲載して、同誌や『野性時代』などの中間小説・娯楽小説誌の看板作家として活躍した。
趣味としていた狩猟では南アルプスで猟師同然の生活をしていた時期もあるほどで、野生動物の知識のほか、「人間より犬が好きだ」と公言するほどの猟犬に対する格別の愛情を持ち、これらが元となって多くの動物小説を書き、また他の作品でもそれが生かされている。飼っていた猟犬についてのエッセイ「我が猟犬ちー子」は、短編集『妖魔』に収められている。
狩猟をめぐっては、同じく狩猟を趣味とする大藪春彦とパーティーの席で激論となったこともある。草原でジープを駆って獲物を射止めるという大藪のハンティングスタイルには「獲物との対話がまったく存在しない」と批判する西村に対し、激高した大藪が「射撃の腕比べで、私と勝負しろ」と詰め寄るなど、大喧嘩になりかけたという。西村が大藪に会ったのはこの徳間書店主催のパーティーの一度きりとかで、一見、共通点が多いように見受けられる両者ではあるが、西村自身は「大藪さんと私の狩猟観のちがいが、そのまま作品に見事に反映している」「私の小説とは明らかにちがう。むしろ相いれないといってもいい。接点もない」と世間一般の見方を否定している。
狩猟は1967年に止めて狩猟禁止論者に転じ、その思想は現金39億5000万円強奪事件に端を発して国家規模の狩猟全面禁止運動に発展して行く『濫觴の宴』にも表されている。
こうした自然愛護の姿勢は故郷のある瀬戸内海などの海にも向けられる。『わらの街』ではスキューバ・ダイビングで瀬戸内海に潜った主人公があまりの海の汚れように「いずれの日か、そう遠くない時期に、海底はビニール片で覆われ、魚も植物も育たない墓場になり果てる」と嘆息する。同作ではスキューバ・ダイビングは主人公の唯一の趣味とされているが、西村もスキューバ・ダイビングを趣味にしていたことがあり、作中の台詞は西村自身の嘆きとも読める。
菜食主義者であるとともに極度の酒好きであり、バーボン・ウイスキーのアーリータイムスを毎晩ボトル半本分飲む生活を続けていた。そのため、毎日の執筆は二日酔いで始まっていたという。全盛期は毎晩バーボン1本を飲み切り、毎月原稿800枚を書き、週末ごとに「寿行番」編集者たちによる「雑木の会」の大宴会で大騒ぎをしても、締め切りには決して遅れなかった。酒癖が悪く、編集者たちに「オマエは人間のクズ」と言い捨てるのは日常茶飯事で、自宅玄関に立たせたり、プレジャーボートから突き落としたりということもあった。非常に子煩悩でもあり、一人娘が幼い頃に交通事故で骨折してパニック状態に陥ったことがヒントになって、代表作『犬笛』誕生となった。
1993年春から下咽頭癌で加療、退院後の12月に転倒して右手首粉砕骨折して翌3月まで入院し、この1年間は執筆が中断した。執筆再開後、飲酒を家族にたしなめられても、「アルコールと妄想と幻覚で生きていたんだ」と聞き入れなかった。
執筆のためには徹底した調査を行い、1本の小説を書くのに最低1メートルにはなる資料を読み尽くして赤ペンでチェックし、京大式カードに分類整理していた。ブラジルとボリビアを舞台にした『炎の大地』には、ブラジル在住20年の日本人が「どうしてこんなことまで知っているんだ」と唸ったという。また医療業界の内情に詳しく、ミステリやサスペンス小説での業界の腐敗の描写に説得力を与えている。銃や兵器にも詳しく、ヘリコプターをヘリコと略すのも独特。
2007年（平成19年）8月23日、肝不全のため東京都内の病院で死去。
文体は断定調の短いセンテンスの多用に特徴があり、格調高く、重厚、叙事詩的と評されながら、人物の決断力を際立たせる効果とともに、ストーリー展開のスピード感をもたらしている。初期の夢枕獏など多くの作家に影響を与えた。

### 賞・候補
- 1969年、『犬鷲』で第35回オール讀物新人賞佳作
- 1972年、朝日新聞社募集の動物愛育記に入選
- 1974年、『安楽死』が第27回日本推理作家協会賞候補
- 1976年、短編「咆哮は消えた」が第75回直木賞候補（上半期）[3]
- 1976年、『滅びの笛』が第76回直木賞候補（下半期）[3]
- 1977年、『魔笛が聴こえる』が1977年第77回直木賞候補[3]
- 1978年、『安楽死』が「幻影城」誌日本長編推理小説ベスト99に選出
- 1984年、「幻想文学」誌の、怪奇幻想ミステリー50選（9号）に『オロロンの呪縛』が選出
- 1985年、幻想文学誌の幻想SF50選（11号）に『蒼茫の大地、滅ぶ』が選出

## 作品

### 動物小説
野生動物の生態や人間との交流を題材にした作品を多く書いている。デビュー作「犬鷲」は、巨大なイヌワシに猟犬を殺された猟師を描いたもので、他にも自然の驚異を描いたものが多い。猟犬を飼っていた経験から、犬と人間の交流を描く作品も多く、長編『犬笛』は映画化、テレビドラマ化もされた代表作の一つ。『風は悽愴』は明治期に絶滅したと思われているニホンオオカミをテーマにした作品で、直木賞候補にもなった短編「咆哮は消えた」の長編化。『老人と狩りをしない猟犬物語』は作家活動を始める前に書いた長編で、作者自身も執筆時期を覚えていないが、単行本化の14、5年前としていることから（まえがき）、1960年代後半と推定される。作中には、笹の開花にともなう鼠の大量発生、巨熊、犬鷲、巨猪、山犬との戦い、狐憑き、猟犬との交流など、その後の作品の題材が多く内包されている。
その狐憑きをテーマにした『蘭菊の狐』など、超自然的要素を孕んだものも少なくない。「海の角」（『賞金犬』）ではアオザメとカジキと交流する人間が描かれる。『黒猫の眸のほめき』では猫や狐が活躍し、『風と雲の街』『頽れた神々』では超能力を持った犬の存在がストーリーの大きな鍵を握る。
動物小説という範疇を超え、自然との交感をテーマとした作品もあり、モダンホラーふうの長編『呪医』や短篇「庭師」（『賞金犬』）では植物と会話する能力が扱われる。
短編集『捜神鬼』は中国晋代の志怪小説集『捜神記』に因んでおり、英訳もされた。
作品リスト
- 『娘よ、涯なき地に我を誘え』徳間書店 1976年（「別冊問題小説」春期特別号(1976年4月)、1978年に『犬笛』と改題）
- 『咆哮は消えた』講談社 1977年（短編集、「犬鷲」収録）
- 『黄金の犬』徳間書店 1978年
- 『荒らぶる魂』文藝春秋 1978年（『オール讀物』1978年5-8月号）
- 『黄金の犬 第二部』徳間書店 1979年
- 『風は悽愴』光文社 1980年
- 『捜神鬼』講談社 1980年（短編集）
- 『老人と狩りをしない猟犬物語』角川書店 1981年
- 『妖魔』徳間書店 1982年（短編集）
- 『まぼろしの獣』徳間書店 1986年
- 『旅券のない犬』講談社 1987年
- 「狂馬・春岳」（『小説宝石』1993年6月号、『深い眸』所収）
- 『賞金犬』徳間書店 1988年（短編集）

### 社会派ミステリ
処女長篇は『瀬戸内殺人海流』であり、作家活動の初期には、公害や医療業界の暗部を抉るような作品により、社会派ミステリの書き手としてのイメージが先行した。『安楽死』『蒼き海の伝説』では、追い詰められた境遇の男を主人公にして、死地をくぐり抜けるなどの展開のある、続く『君よ憤怒の河を渉れ』に連なる冒険小説的な要素を備えるようになる。後にハードロマン的作品に比重が移っていき、ミステリ的作品は主に短編で書かれた。
『屍海峡』に登場する瀬戸内海での鯔漁のシーンは、短編「海の宴」（『咆哮は消えた』）でもテーマとして描かれている。
作品リスト
- 『瀬戸内殺人海流』サンケイ新聞社出版局 1973年
- 『安楽死』サンケイ新聞社出版局 1974年
- 『屍海峡』サンケイ新聞社出版局 1974年
- 『蒼き海の伝説』徳間書店 1975年
- 『幻の白い犬をみた』ベストブック 1976年（短編集）
- 『妄執果つるとき』光文社 1977年（『カッパまがじん』1976年初秋号、「妄執の果つるとき」改題）
- 『憑神』徳間書店 1984年（中編集）
- 『衄られた寒月』光文社 1988年（中編集、『小説宝石』1984、85年）
- 『世にも不幸な男の物語』徳間書店 1995年（短編集）
- 『幽鬼犬』徳間書店 1996年（『世にも不幸な男の物語』改題）

### パニック小説
生物の異常増殖などによる人間社会のパニックを描く作品で、SF的な設定とも言える。『滅びの笛』は笹の開花によって大量に増殖した鼠に山梨県が襲われ、社会が崩壊していく過程が描かれる。その続編『滅びの宴』では、再度大発生した鼠が東京になだれ込む。『蒼茫の大地、滅ぶ』は中国大陸で発生した飛蝗の大群により日本の東北地方が壊滅する。『悪霊刑事』は人間に卵を産みつける蠅が鹿児島で大発生する。鼠大発生のモチーフは短編「憑神」（『憑神』）にも用いられている。短編「廃虚」（『妖魔』）では、清潔なニュータウンがヤスデの大発生で崩壊する。『時の旅』は森林伐採による土石流災害と、それを引き起した森林行政の腐敗を描き、『濫觴の宴』と同様の自然保護を謳っている。「癌病船」シリーズは世界中の難病の研究と治療のための最新鋭設備とスタッフを備えた癌病船の、政治的抗争や、謎のウイルスとの戦いを描いている。これらの作品は危機に際しての人間の行動を描くとともに、社会全体への根源的な疑問にまで迫る、西村作品ではもっとも迫力を持つ部類となっている。
作品リスト
- 『滅びの笛』光文社 1976年（「宝石」1976年）
- 『蒼茫の大地、滅ぶ』（上・下）講談社 1978年
- 『滅びの宴』光文社 1980年
- 『時の旅』徳間書店 1986年
- 『悪霊刑事』徳間書店 1988年
- 癌病船シリーズ
  - 『癌病船』講談社 1981年（「小説現代」1980年10月-81年2月号）
  - 『癌病船応答セズ』講談社 1986年

### ハードロマン
アクション、冒険の要素の強い、西村作品のもっとも一般的なイメージと言ってもいい作品群。「冒険ミステリー」「ハードサスペンス」「バイオレンスアクション」「ハードバイオレンス」「バイオレンスロマン」といった呼び方をされることもある。また初期作品は冒険小説、ハードボイルドに分類されることもある。奈落に落とされた男の復讐劇を柱にして、謎の影に国家レベルの陰謀が隠されているといった設定が多い。このスタイルの作品は、1974年に生島治郎から冒険小説を書いたらどうかと勧められたことがきっかけで書いた『君よ憤怒の河を渉れ』以降とするのが一般的だが、北上次郎は『君よ憤怒の河を渉れ』『化石の荒野』『娘よ、涯なき地に我を誘え』の3作を「冒険小説三部作」と呼んでおり、霜月蒼はこれを踏まえる形でこの3作に続く『牙城を撃て』以降の作品を「ハードロマン」と呼んでいる。霜月によれば「ハードロマン」とは「西村寿行的な憎悪の物語」であり、暴力や陵辱がストレートな筆致で描写され、主人公が拷問や陵辱を受ける展開も多い。後年には暴力や拷問が復讐や尋問の手段という枠を超え、男性が多数の女性を飼育したり、主従逆転など倒錯心理が生まれるといった展開がなされた。霜月はそんな路線の極北にある作品として『汝!怒りもて報いよ』を挙げており、「主人公を襲う性暴力の陰惨さは読むものにトラウマを植えつけかねない勢いだ」とその印象を述べている。そんな中にあって『鬼狂い』はバイオレンス描写の中に夫婦愛と死の尊厳を叙情的に謳った異色作。また『蘭菊の狐』で神秘的で気高い美少女として描かれ、陵辱と暴力の嵐が吹き荒れる中で一人超然と不可触の存在だった主人公阿紫は、続編『襤褸の詩』では一転して悲惨な虜囚、奴隷の境涯に陥る。一方、『鬼女哀し』は連合赤軍によるあさま山荘事件に題材を得た（平岡正明）、女闘士の革命闘争の顛末を描く。
死神シリーズ、鯱シリーズなど超人的な能力を持つ主人公が活躍する作品も多い。また1979年頃からは『昏き日輪』『わらの街』などの、女好きで自分勝手、こ狡くて喧嘩っ早く無鉄砲といった男を主人公にしたコミカルな味の作品も書くようになる。『黒猫の眸のほめき』は寿行や実在の編集者達が実名で登場するユーモアアクション小説。無頼船シリーズや癌病船シリーズには海洋冒険小説的要素も濃い。
こうしたエンターテインメント色が強い作品の一方、寿行には後に現実となる事件を予見したような作品もある。『去りなんいざ狂人の国を』では毒ガスによる無差別大量殺人が描かれ、最後の長編小説となった『月を撃つ男』でも、月を撃ち落とそうと戦闘機で翔け立った男を発端に、謎の陰謀戦に放り込まれた男の彷徨を経て、テロリズムに席巻される世界の予兆が示されている。
作品リスト
- 『君よ憤怒の河を渉れ』徳間書店 1975年（「問題小説」1975年3月号）
- 『化石の荒野』角川書店 1976年（「野性時代」1975年12月号）
- 『牙城を撃て』（上・下）スポニチ出版 1976年
- 『白骨樹林』徳間書店 1977年
- 『悪霊の棲む日々』徳間書店 1977年
- 『汝!怒りもて報いよ』スポニチ出版 1977年
- 『帰らざる復讐者』角川書店 1977年
- 『双頭の蛇』徳間書店 1977年（短編集）
- 『去りなんいざ狂人の国を』祥伝社 1978年（「GORO」1977年10月-78年7月号）
- 『われは幻に棲む』徳間書店 1978年（「日刊ゲンダイ」1978年1月24日-9月10日）
- 『闇に潜みしは誰ぞ』集英社 1978年
- 『鬼が哭く谷』実業之日本社 1978年（短編集）
- 『炎の大地』徳間書店 1979年
- 『修羅の峠』徳間書店 1979年
- 『わらの街』実業之日本社 1979年
- 『鬼女哀し』徳間書店 1980年（『アサヒ芸能』1979年8月-1980年5月）
- 『蘭菊の狐』光文社 1981年
- 『鬼狂い』講談社 1982年
- 『襤褸の詩』光文社 1983年（『蘭菊の狐』の続編）
- 『黒猫の眸のほめき』双葉社 1984年
- 『コロポックルの河』徳間書店 1987年
- 『聖者の島』双葉社 1988年
- 『風と雲の街』光文社 1989年
- 『蟹の目』徳間書店 1990年（短編集）
- 『矛盾の壁を超えた男』徳間書店 1990年
- 『月を撃つ男』光文社 2000年（「小説宝石」1999年4-9月号）

#### シリーズ作品
- 死神シリーズ（鷲シリーズ、中郷・伊能コンビ）

テロ対策として創設された警視庁公安特科隊の中郷広秋と伊能紀之は、狂気のテロリスト僧都保行と死闘を演じるが、捜査のあまりの酸鼻さゆえに閑職に追いやられる。2人は世界各地でテロリスト掃討の戦果を挙げ、死神の渾名をたてまつられる。
- 『往きてまた還らず』徳間書店 1977年
- 『鷲の啼く北回帰線』徳間書店 1981年
- 『頻闇にいのち惑ひぬ』光文社 1983年
- 『鷲の巣』徳間書店 1985年
- 『母なる鷲』徳間書店 1987年
- 『涯の鷲』徳間書店 1990年
- 『鷲』徳間書店 1997年

- 鯱シリーズ（国際冒険アクション小説）

幻術を操る仙石文蔵、科学技術のスペシャリスト関根十郎、物資調達能力に傑出する十樹吾一、諜報担当の天星清八の4人が、世界各国からの極秘の依頼を受けて活躍する。
- 『赤い鯱』講談社 1979年（「週刊現代」1977年10月13日-78年6月29日号）
- 『黒い鯱』講談社 1979年（「週刊現代」1978年8月17日-79年5月10日号）
- 『白い鯱』講談社 1981年（「週刊現代」1980年3月6日-11月13日号）
- 『碧い鯱』講談社 1982年（「週刊現代」1981年8月20日-82年6月12日号）
- 『緋の鯱』講談社 1984年（「週刊現代」1983年8月27日-84年5月5日号）
- 『遺恨の鯱』講談社 1986年
- 『幽鬼の鯱』講談社 1987年
- 『神聖の鯱』講談社 1989年
- 『呪いの鯱』講談社 1991年
- 『幻覚の鯱 神軍の章』講談社 1995年（「メフィスト」1994年8月-1995年4月号）
- 『幻覚の鯱 天翔の章』講談社 1998年

- 渚シリーズ

海上保安庁特別警備監の関守充介が海を舞台とする事件に立ち向かう。
- 『遠い渚』光文社 1979年（「小説宝石」1978年7-12月号）
- 『ふたたび渚に』光文社 1981年（「日刊ゲンダイ」1981年1月6日-7月19日）
- 『沈黙の渚』光文社 1984年（「小説宝石」1984年1-4月号）
- 『風の渚』光文社 1987年（「小説宝石」1987年1-4月号）

- 幻戯（めくらまし）シリーズ（宮田雷四郎シリーズ）

一匹狼のヤクザ雷四郎が、精力と仙術で世界中を大暴れする。
- 『昏き日輪』文藝春秋 1979年（「オール讀物」1979年4-8月号）
- 『汝は日輪に背く』文藝春秋 1980年（「オール讀物」1980年3-6月号）
- 『幻戯』光文社 1983年
- 『夢想幻戯』光文社 1984年
- 『幻想都市』光文社 1988年

- 垰（たわ）シリーズ

亡き娘の辿った道筋をジープ、ゴールデン・イーグルで訪ね歩く秋葉文七は、各地の民俗を通して、修験者と朝廷の戦いの歴史を暴いていく。伝奇的要素に加え、『垰よ永遠に』では毒蛾の大発生というパニックも登場する。
- 『垰』角川書店 1979年（「野性時代」1978年6-1979年10月号）
- 『垰 大魔縁』角川書店 1984年
- 『垰よ永遠に』角川書店 1984年

- 無頼船シリーズ
  - 『無頼船』角川書店 1981年
  - 『攻旗だ、無頼船よ』角川書店 1982年
  - 『魔境へ、無頼船』角川書店 1983年
  - 『無頼船、極北光に消ゆ』角川書店 1985年
  - 『無頼船 ブーメランの日』角川書店 1986年
  - 『無頼船、緑地獄からのSOS』角川書店 1988年
- 逢魔シリーズ

明鏡流杖術の奥義を会得した美人女性武術家「逢魔麻紀子」「紀魅」母娘がそれぞれ主人公のハード・ヴァイオレンスノベル。いずれの作品においても、二人は巨大組織の陰謀に巻き込まれ、拉致監禁の上、奴隷として飼われるが、最後には仲間の協力も得て復讐を果たす。
「花に三春の約あり」と「妖しの花乱れにぞ」は、紀魅の母である麻紀子はほとんど登場せず、人間関係も正確な継続性がないため、逢魔シリーズ三部作と言うより「峠に棲む鬼」のスピンオフ的物語として存在している。
「花に三春の約あり」と「妖しの花乱れにぞ」は紀魅が主人公の二部作。
- 『峠に棲む鬼』（上・下）徳間書店 1978年
- 『花に三春の約あり』徳間書店 1983年
- 『妖しの花乱れにぞ』徳間書店 1984年

- 街シリーズ

松浦水軍の末裔である本家・鉈割瓢、分家・斧割糺の、落ちぶれて破れかぶれになった冒険。
- 『風紋の街』光文社 1984年
- 『陽炎の街』実業之日本社 1987年

### ポリティカルフィクション
政治体制の変革をテーマに据えた作品。『闇の法廷』『鉛の法廷』『人類法廷』は、司法で裁けない犯罪者を闇の私設裁判所が裁くという設定で、『鉛の法廷』では権力を握ろうとする宗教団体を巡り内戦にまで及ぼうとする戦いを描く。『ガラスの壁』はソ連の北海道侵攻の策謀。『頽れた神々』『ここ過ぎて滅びぬ』は、近未来の道州制下の日本で、それぞれ四国州と連邦政府の抗争、北海道政府転覆を狙う謎の機関との戦い。『蒼茫の大地、滅ぶ』においても、パニックの延長上に東北地方の独立という政治的ドラマがある。
作品リスト
- 『闇の法廷』文藝春秋 1981年
- 『濫觴の宴』光文社 1983年
- 『鉛の法廷』双葉社 1984年
- 『人類法廷』徳間書店 1985年
- 『ガラスの壁』徳間書店 1985年
- 『頽れた神々』（上・下）徳間書店 1989年
- 『ここ過ぎて滅びぬ』講談社 1992年

### 時代小説
『怨霊孕む』は南北朝戦乱期の武将の、時代の流れや内面の狂気に向き合う凄絶な生き様を描いている。『秋霖』は尼子一族の遺児の奔放な姿と、尼子再興に賭ける山中鹿之介らの戦いが対比されて描かれる。『虚空の影落つ』『牛馬解き放ち』は、幕末から明治初期にかけての混乱期に、木曽街道を軸に権力に翻弄される人間の反抗を描いたもの、特に前者は岩倉具視と対立する謎の虚無僧「虚空」が活躍する、後者は芸娼妓解放令に至るまでの苦難を描く。戒能兵馬という人物を軸に『曠野の狼』は明治開拓期の北海道の集治監で、『狼のユーコン河』は第二次大戦中のアラスカでの日系人強制収容で展開した物語。『血の翳り』では、江戸時代から明治にかけての血の繋がりの物語と現在が交錯する。
作品リスト
- 『怨霊孕む』講談社 1980年
- 『秋霖』（上・下）実業之日本社 1981年
- 『虚空の影落つ』徳間書店 1981年
- 『牛馬解き放ち；太政官布告第二九五号』双葉社 1982年（「小説推理」1981年8月-1982年1月号）
- 『狼のユーコン河（リバー）』光文社 1983年
- 『曠野の狼』光文社 1986年

### 伝奇・幻想
ハードサスペンス的な作品の中でも、伝奇的、あるいは幻想的な設定の作品もある。『呪医』では植物と交感する少年が登場し、植物と人類の対立構造、植物の地球外生物説なども提示される。『呑舟の魚』は、巨魚の伝説から妄執に取り憑かれた兄弟の壮絶な確執の物語。『裸の冬』は古代にシルクロードを渡って日本に辿り着いた、持ち主に繁栄をもたらすという織物作りの一族の末裔を巡る物語。『石塊の衢』では縄文時代に地軸の逆転とそれにともなう気候変動があったのではないかという仮説から出発した、津軽地方の歴史の謎に翻弄される人間を描く。
鬼をモチーフにした作品は多く、『鬼』は「今昔物語集」に登場する平安時代の鬼の伝説を現代に甦らせた連作中編集。寿行作品の幻想文学での最高傑作と称せられている。この鬼の造形は『呪医』にも現れる。また東北地方の歴史と鬼の関わりを「東日流外三郡誌」を引いて述べており、これは『石塊の衢』の設定にも用いられている。『鬼の都』は「雨月物語」で屍を啖う鬼と化した阿闍梨のイメージが首都を覆う様を描き、『われは幻に棲む』の鬼女は「日本書紀」で日本武尊の前に現われて白犬に封じられた悪霊に例えられている。「情鬼の邑にとらわれし女の物語」（『人間の十字路』）は、女に取り憑いて次々に人間を喰らう情鬼（おに）との戦いのスペクタル。
後期作品では、幻想的な設定がメインのテーマであるか単なる背景であるかの区別は曖昧となっていく。『魔物』では主人公を付け狙う「物の怪」自体よりも、戦いに向かう精神に描写が多く割かれ、『魔性の岩鷹』では時間を繰り返し体験する男が主人公だが、テロリストとの戦いの中で設定の意義は人物の内面に収斂していく。「深い眸」（『深い眸』）でも、山村の岳女伝説を現代に甦らせる超能力者集団の汚辱と怨念が、ハードロマン的な闘争と混交する。
他にも幻術、仙術の登場する鯱シリーズ、幻戯シリーズ、『ガラスの壁』に登場する超能力者、『悪霊の棲む日々』の合成生物など、空想的な設定が登場する作品は多い。短編「始祖鶏物語」（『幽鬼犬』）では、鶏の祖先の黒鶏が現代に甦ったことで生じる混乱と幻想を描いている。
作品リスト
- 『呑舟の魚』新潮社 1979年
- 『血の翳り』祥伝社 1980年（『微笑』1979年197-1980年228号）
- 『地獄』（上・下）徳間書店 1982年（『SFアドベンチャー』1981年2-12月号）
- 『裸の冬』徳間書店 1982年
- 『石塊の衢』双葉社 1983年
- 『鬼』角川書店 1983年（中編集）
- 『人間の十字路』徳間書店 1987年（短編集）
- 『呪医 ウィッチ・ドクター』徳間書店 1990年
- 『魔物』光文社 1990年（『小説宝石』2-7月号）
- 『鬼の都』光文社 1992年
- 『魔性の岩鷹』徳間書店 1993年
- 『深い眸』光文社 1994年（中編集）

### 上記以外の作品
1970年代
- 『世界新動物記』勝利出版 1971年
- 『原色の蛾』ベストブック 1976年（短編集）
- 『魔の牙』徳間書店 1977年
- 『魔笛が聴こえる』文藝春秋 1977年
- 『荒涼山河風ありて』実業之日本社 1977年
- 『わが魂、久遠の闇に』講談社 1978年
- 『回帰線に吼ゆ』角川書店 1978年
- 『魔界』徳間書店 1978年（短編集）
- 『神の岬』文藝春秋 1978年
- 『怒りの白き都』徳間書店 1978年
- 『遥かなる海嘯』徳間書店 1979年
- 『二万時間の男』光文社 1979年
- 『妖獣の村』光文社 1979年
- 『梓弓執りて』光文社 1979年

1980年代
- 『滅びざる大河』双葉社 1980年
- 『虎落笛』徳間書店 1980年
- 『陽は陰翳してぞゆく』双葉社 1980年
- 『扉のない闇』新潮社 1981年（短編集）
- 『虚空の舞』徳間書店 1981年
- 『症候群』光文社 1982年（短編集）
- 『オロロンの呪縛』光文社 1982年
- 『晩秋の陽の炎ゆ』双葉社 1982年
- 『霖雨の時計台』徳間書店 1983年
- 『宴は終わりぬ』徳間書店 1983年（エッセイ集）
- 『空蝉の街』実業之日本社 1984年
- 『監置零号』光文社 1984年
- 『雲の城』徳間書店 1985年（中編集、エッセイ「サロン・クルーザー」収録）
- 『牙』徳間書店 1985年（短編集）
- 『異常者』講談社 1985年
- 『鬼の跫』講談社 1985年
- 『珍らしや蟾蜍、吐息す』双葉社 1986年
- 『死神 ザ・デス』光文社 1986年
- 『山姥が哭く』徳間書店 1986年（短編集）
- 『凩の蝶』角川書店 1987年
- 『魔の山』徳間書店 1987年（短編集）
- 『残像』徳間書店 1988年（短編集）
- 『執鬼』徳間書店 1988年（短編集）
- 『道』光文社 1988年
- 『無法者の独立峠』徳間書店 1988年
- 『学歴のない犬（上）（下）』角川書店 1989年

1990年代
- 『凩の犬』角川書店 1991年
- 『消えた島』角川書店 1992年
- 『魔獣』徳間書店 1992年（短編集）
- 『幻獣の森』徳間書店 1993年
- 『デビルズ・アイランド』角川書店 1996年（角川書店創立50周年特別作品、『小説王』1994年9月-1995年1月号、『野性時代』1995年4-7月号）
- 『大厄病神』角川書店 1996年
- 『凌虐の町』徳間文庫 1997年（短編集、『魔獣』改題）
- 『牡牛の渓』光文社 1998年（短編集）
- 『禁呪』勁文社 1999年（中編集、『憑神』改題）
- 『濁流は逝く者の如し』勁文社 1999年（短編集、既刊本からの再録）
- 『幻獣』勁文社 2000年（中編集、『憑神』改題）
- 『碇の男』徳間書店 2001年（短編集）

### その他のシリーズ的作品
多くの作品に共通して登場する人物に、警察庁刑事局捜査第一課特別処理係長である徳田左近がいる。迷宮入りとなりそうな事件の捜査を請け負って、全国各地を飛び回る役どころで、ミステリ、サスペンスの中短編に登場することが多い。長編では『コロポックルの河』に登場。各作品のストーリーのつながりは無い。「ケイブンシャノベルス 刑事徳田左近シリーズ」と題した単行本として『濁流は逝く者の如し』『禁呪』『幻獣』、他に『原色の蛾』『幻の白い犬を見た』『妖魔』『憑神』『雲の城』『衄られた寒月』『蟹の目』、短編で「幽鬼犬」（『幽鬼犬』）など。祖父に習った九鬼神流の杖術の使い手で、動物の生態に詳しく、しばしば事件解決の思わぬヒントとなる。囲碁も趣味の一つ。
『われは幻に棲む』の退職刑事浜村千秋も、同じく九鬼神流杖術の使い手。『峠に棲む鬼』などの逢魔麻紀子、その娘紀魅は、平家落人部落に代々伝わった明鏡流杖術を使う。
海を舞台とする作品は多く、スキューバ・ダイビングを題材にした『安楽死』、瀬戸内海の海洋汚染を背景とする『屍海峡』、海流をトリックに使う『蒼き海の伝説』など初期の推理小説や、海上保安庁職員を主人公にする『遠い渚』シリーズ、荒くれ者達の乗り組む貨物船を舞台にした『無頼船』シリーズ、世界を巡る病院船『癌病船』、最新鋭原子力潜水艦をめぐる深海における戦い『赤い鯱』などがある。海への思いは『遠い渚』（カッパノベルズ版、1980年）の「著者のことば」では「わたしは海で生まれた。小さな島であった。まわりは海だらけであった。海しかなかった。磯で遊んだり、潜ったりして育った。文字どおり、海は母であった」と述べている。また『瀬戸内殺人海流』では登場人物の海上保安庁職員に「海は生命を育んで陸に渡した。それを暗冥二に引き取るのも海の仕事です。（略）潮汐が生命を左右するのです。（略）海をあばこうとしても、無理だと思いますがね。」と語らせており、郷原宏は「これは日本語で語られた最も美しい海の文学である」と述べている。

### 作品集
- 『西村寿行選集（NISHIMURA HARD-ROMAN SERIES）』徳間書店※1977年の『化石の荒野』を皮切りに全112冊が刊行された。
- 『西村寿行ノベルス・シリーズ』ワンツーマガジン社※2009年の『君よ憤怒の河を渉れ』を皮切りに全3冊が刊行された。

### 英訳
- Lost Souls, Sacred Creatures translated by Jeffrey Hunter, Anthem Press, 2013※『捜神鬼』の英訳

## 原作作品

### 映画
- 『君よ憤怒の河を渉れ』（1976年、大映）
- 『犬笛』（1978年、三船プロダクション）
- 『黄金の犬』（1979年、大映）
- 『化石の荒野』（1982年、角川春樹事務所）

### ビデオ
- 「賞・金・犬 WANTED!」日本テレビ、メディアジャック、1995年、脚本 片岡修二、監督 片岡修二、出演 村田雄浩、井上晴美、高岡健二、清水昭博、新井康弘、大杉漣

### テレビドラマ
- 「犬笛・娘よ、生命の笛を吹け」日本テレビ、1978/5/30-7/18（8回）、脚本 白井更生、監督 野村孝、出演 あおい輝彦、市毛良枝、川津祐介
- 「愛と死の絶唱」（原作「安楽死」）日本テレビ、1979/4/24-7/17（13回）、脚本 高岡尚平、演出 佐光千尋、出演 大原麗子、田村正和、金田賢一、佐藤友美、岡田英次、中尾彬、大出俊、南田洋子、森下愛子
- 「黄金の犬」日本テレビ、1980/5/30-7/25（9回）、脚本 白井更生、監督 池広一夫、出演 長谷川真砂美、天田俊明、伊藤敏八、木村元、山形勲、市毛良枝、山田吾一
- 土曜ワイド劇場（テレビ朝日）
  - 「原色の蝶は見ていた・死の匂い」（原作「原色の蛾」）1978/8/19、脚本 山浦弘靖、監督 増村保造、出演 由美かおる、大和田伸也、財津一郎、火野正平
  - 「瀬戸内殺人海流 帰らない女」1980/10/25、脚本 田坂啓、監督 富本壮吉、出演 西郷輝彦、池上季実子、大坂志郎、倉田保昭、丹波義隆、高橋昌也、根上淳、生田悦子
- 木曜ゴールデンドラマ（日本テレビ）
  - 「北アルプス脱獄誘拐事件 回帰線に吼ゆ」1981/4/28、脚本 白井更生、演出 内藤誠、出演 藤岡弘、藤巻潤、范文雀、小林昭二、山谷初男
- 火曜サスペンス劇場（日本テレビ）
  - 「霖雨の時計台」1983/12/20、脚本 國弘威雄、演出 井上昭、出演 田中邦衛、范文雀、河原崎次郎、橋爪功
- 金曜女のドラマスペシャル（フジテレビ）
  - 「密室の殺意 新築マンション殺人事件」（原作「双頭の蛇」）1985/6/21、脚本 小川英、亜槍文代、監督 小田切成明、出演 中原理恵、前田吟、岸部四郎、三浦真弓、本山可久子、下條正巳
- 水曜ドラマスペシャル（TBS ）
  - 「一夜だけの女」（原作「扉のない闇」）1987/7/29、脚本 田坂啓、演出 出目昌伸、出演 山﨑努、小林亜星、泉ピン子、戸川京子、水島裕子（1988年度ギャラクシー奨励賞受賞）
- 水曜グランドロマン（日本テレビ）
  - 「赤いカニ」（原作「捜神鬼」所収「妖獣鬼」）1989/7/26、脚本 安本莞二、演出 松生秀二、出演 松村雄基、三田寛子、坂上忍、可愛かずみ
- 月曜ドラマスペシャル（TBS）
  - ｢黒い目撃者 美人母娘連続殺人! こんなカラスの大群見たことない!｣（原作「妖魔」）1990/2/5、脚本 多地映一、監督 松生秀二、出演 山口美江、宍戸開、高橋長英、松村達雄、牟田悌三、内田あかり、Mr.マリック
  - ｢清里高原 神隠し! 少女は強い霊能力を持っていた｣（原作「扉のない闇」所収「神さまの死骸」）1991/7/22、脚本 安本莞二、監督 井上芳夫、出演 佳那晃子、田村亮、原日出子、石黒賢、中尾彬、津村鷹志
  - ｢夏の特選サスペンス 黒い履歴書 姉の復讐だ! 時効直前、犯人を追いつめた! しかし意外なドンデンが…｣（原作「原色の蛾」所収「刑事」）1993/7/12、脚本 林誠人、監督 岡本弘、出演 田村高廣、松村雄基、生田智子、范文雀、草薙幸二郎、久保晶、小泉博、樋浦勉、大和田伸也
  - ｢西村寿行サスペンス 徳田刑事シリーズ(2) 追跡のオホーツク 被害者はなぜ徳田の名を言い残したか? 絶滅したケモノを追って網走へ｣1994/7/25、脚本 大原豊、監督 合月勇、出演 田村高廣、松村雄基、生田智子、野口五郎、剣幸、草薙幸二郎、鈴木ヒロミツ、清水章吾、松永博史、下川辰平
- 火曜ミステリー劇場（テレビ朝日）
  - 「西村寿行サスペンス 瀬戸大橋殺人海流 愛犬が暴く完全犯罪!! 豪華クルーザーから消えた社長夫人の謎」1990/6/5、脚本 多地映一、監督 山口和彦、出演 丘みつ子、渡辺裕之、根上淳、内田あかり、牟田悌三
  - 「西村寿行ミステリー 犬笛 愛犬が暴く完全犯罪! 『覗かれた密会殺人の謎!』 失踪した娘を追って日本縦断」1990/10/9、脚本 石原武龍、監督 野村孝、出演 三浦友和、山口智子、山口果林、一色彩子、白竜、上田耕一、菅田俊、井田州彦、灰地順、豊川悦司、並木史朗
  - 「西村寿行スペシャル 伊豆天城越え殺人山脈 愛犬が暴く完全犯罪! 全裸で浮かぶ独身女社長の謎」（原作「衂られた寒月」）1991/1/29、脚本 下飯坂菊馬、安井国穂、監督 松生秀二、出演 叶和貴子、野口五郎、荒井注、誠直也、青木秋美、高橋由美子、夏夕介
  - 「西村寿行スペシャル 黄金の犬 襲われた美人母娘! 連続殺人の謎を追って、愛犬ゴロ東日本縦断の旅!」1991/4/9、脚本 長坂秀佳、監督 藤井克彦、出演 桜田淳子、夏夕介、中島久之、香坂みゆき、黒田福美、本田博太郎、夏木陽介
- 「女と愛とミステリー」（テレビ東京）
  - 「西村寿行の日本縦断サスペンス 黄金の犬 夫の変死の真相を求めゴロを大追跡!  函館〜青森〜蔵王〜猪苗代… 謎の殺し屋と戦い東京へ800キロの大冒険」2001/10/17、脚本 相葉芳久、監督 藤嘉行、出演 かたせ梨乃、西岡徳馬、大沢逸美、岩井友見、中島久之、頭師佳孝、二瓶鮫一、斉藤暁、大杉漣
  - 「西村寿行の黒い目撃者 妖魔カラスが人を襲う! 3年前の世田谷母娘惨殺事件犯人を追うカラスの執念!? 美人記者と老刑事が仕掛けた箱根山荘復讐バトル」（原作「妖魔」）2002/1/23、脚本 平山勇、監督 松生秀二、出演 斉藤慶子、前田吟、西村和彦、朝加真由美、未來貴子、左右田一平、鈴木ヒロミツ、誠直也、山谷初男、船越英一郎
  - 「西村寿行列島縦断サスペンス 『犬笛』 5万ヘルツ聴力を持つ少女は殺人事件の目撃者! 母は愛犬を連れ石垣島から沖縄へ娘を追う」2002/3/27、脚本 柏原寛司、監督 南部英夫、出演 かたせ梨乃、布施博、田中健、伊武雅刀、野村真美、中原ひとみ、斉藤暁、志田未来、津嘉山正種
  - 「西村寿行サスペンス 時効〜成立直前4日 実姉を殺された刑事が執念の追跡! 逃亡殺人犯に15年目の復讐を!? 特命刑事・徳田左近」（原作「原色の蛾」所収「刑事」）2004/12/22、脚本 岡芳郎、監督 小田切正明、出演 西郷輝彦、西村和彦、美保純、勝村政信、嶋田久作、未來貴子、デビット伊東、平泉成
- 「金曜プレステージ」（フジテレビ）
  - 「日向夢子調停委員事件簿5〜高価な代償 時効3日前の急展開!! 携帯電話のトリックで夢子の夫の行動と死が真実を得て払う代償」（原作「原色の蛾」所収「高価な代償」）2008/8/22、脚本 田中江里夏、演出 七高剛、出演 三田佳子、坂井真紀、北村総一朗、赤坂泰彦、山崎銀之丞、大鶴義丹、森宮隆、ガダルカナル・タカ、松本ちえこ、梅宮辰夫

### 漫画
- 田辺節雄『滅びの笛』 プレイコミック連載 秋田書店（全4巻）1978-82年
- 田辺節雄『蒼茫の大地，滅ぶ』 プレイコミック連載 秋田書店 （全4巻）1984年
- 田辺節雄『滅びの宴』 月刊プレイコミック連載 秋田書店 （全4巻）1985年
- 横山まさみち『めくらまし』 芳文社（全4巻）
- 渡辺ユウ『魔の牙』 別冊週刊漫画TIMES連載 芳文社（全2巻）
- やまおか玲次『黄金の犬』 劇画ザ・タウン連載 徳間書店（全1巻）
- 野口賢『ウルトラ・レッド』 チャンピオンRED連載 秋田書店 2013年- ※「往きてまた還らず」より

## 注
1. 1 2  “西村寿行”. www.tokuma.jp.  徳間書店. 2022年4月30日閲覧。
2. ↑  国立国会図書館では「にしむらとしゆき」で登録
3. 1 2 3 4  “芥川、直木賞の「候補」になった人々 写真特集：時事ドットコム”. 時事ドットコム. 2022年4月30日閲覧。
4. ↑  “中野良子、高倉健さんしのび涙 結婚報告時に「真っ赤なバラを送って下さった」と告白”. 映画.com. (2015年10月26日)
5. ↑  “中野良子「何が起こっても克服」健さんの思い出語る”. 日刊スポーツ. (2015年10月26日)
6. ↑  西村寿行「追悼エッセイ［大藪さんと私］一瞬のデッサン」『問題小説増刊 蘇える野獣 追悼特集 大藪春彦の世界』、徳間書店、1996年7月、48-49頁。
7. ↑  鈴木宣幸、平野健一、丸山弘順「ぶっちゃけ座談会：寿行番編集者大いに語る」『本の雑誌』第421巻、本の雑誌社、2018年7月、12-19頁。
8. ↑  佐々木知彦「解説」（『幻想都市』光文社文庫 1992年）
9. ↑  西村寿行『君よ憤怒の河を渉れ』徳間書店〈トクマ・ノベルズ〉、1975年、あとがき。
10. 1 2  霜月蒼「寿行とハード・ロマン：憎悪と屈辱のエンターテインメント」『本の雑誌』第421号、本の雑誌社、2018年7月、25-27頁。
11. ↑  北上次郎「解説」（『幻戯』光文社文庫 1987年）
12. ↑  『日本幻想作家名鑑』（東雅夫・石堂藍編、幻想文学出版局、1991年）の紹介
13. ↑  郷原宏「解説」（『ふたたび渚に』光文社文庫 1985年）